# Origgio
Origgio es un municipio de 7043 habitantes ubicado en el sur de la provincia de Varese, unos 17 km hacia el norte-oeste de Milán y muy cerca de Saronno.

## Evolución demográfica
| Gráfica de evolución demográfica de Origgio entre 1861 y 2001 |
|                                                               |
| Fuente ISTAT - elaboración gráfica de Wikipedia               |

## Imágenes

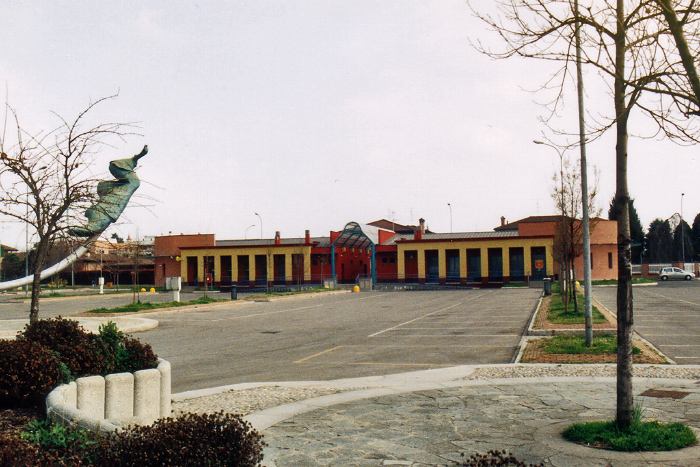
Plaza del Mercado.
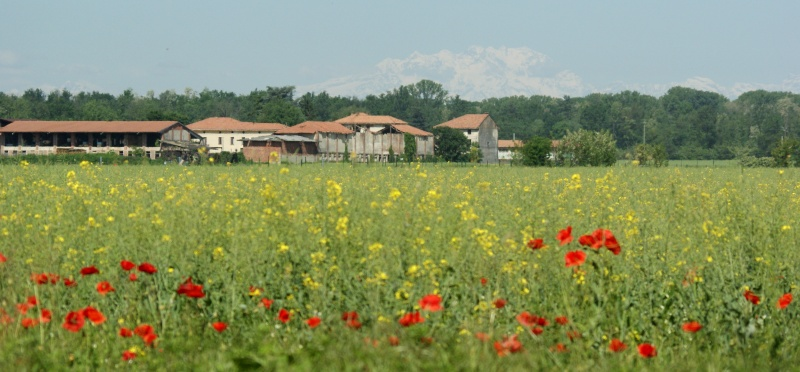
Panorámica de Origgio.
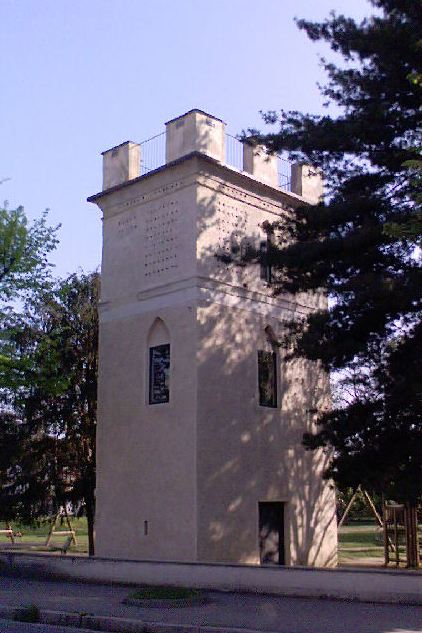
Torre Schiapparelli, utilizada por el astrónomo Giovanni Schiaparelli.